# Ceinture fortifiée de Reims
 (février 2025).
La ceinture de Reims est un ensemble de fortifications conçues dans le cadre du Système Séré de Rivières, un réseau défensif développé en France à la fin du XIXe siècle.
Après la défaite française lors de la guerre franco-prussienne de 1870-1871, la France chercha à renforcer ses frontières pour éviter une nouvelle invasion. Le Système Séré de Rivières, nommé d'après le général Raymond Adolphe Séré de Rivières, visait à créer un réseau de fortifications le long des frontières du pays.
Reims, en tant que carrefour de routes importantes et en raison de sa proximité avec la frontière, fut choisi pour devenir avec La Fère et Laon, la deuxième ligne de fortification.

## Description des fortifications
La ceinture de Reims comprenait plusieurs forts et batteries positionnés stratégiquement autour de la ville. Ces structures étaient conçues pour résister aux assauts d'artillerie et pour contrôler les principales voies d'accès à Reims.

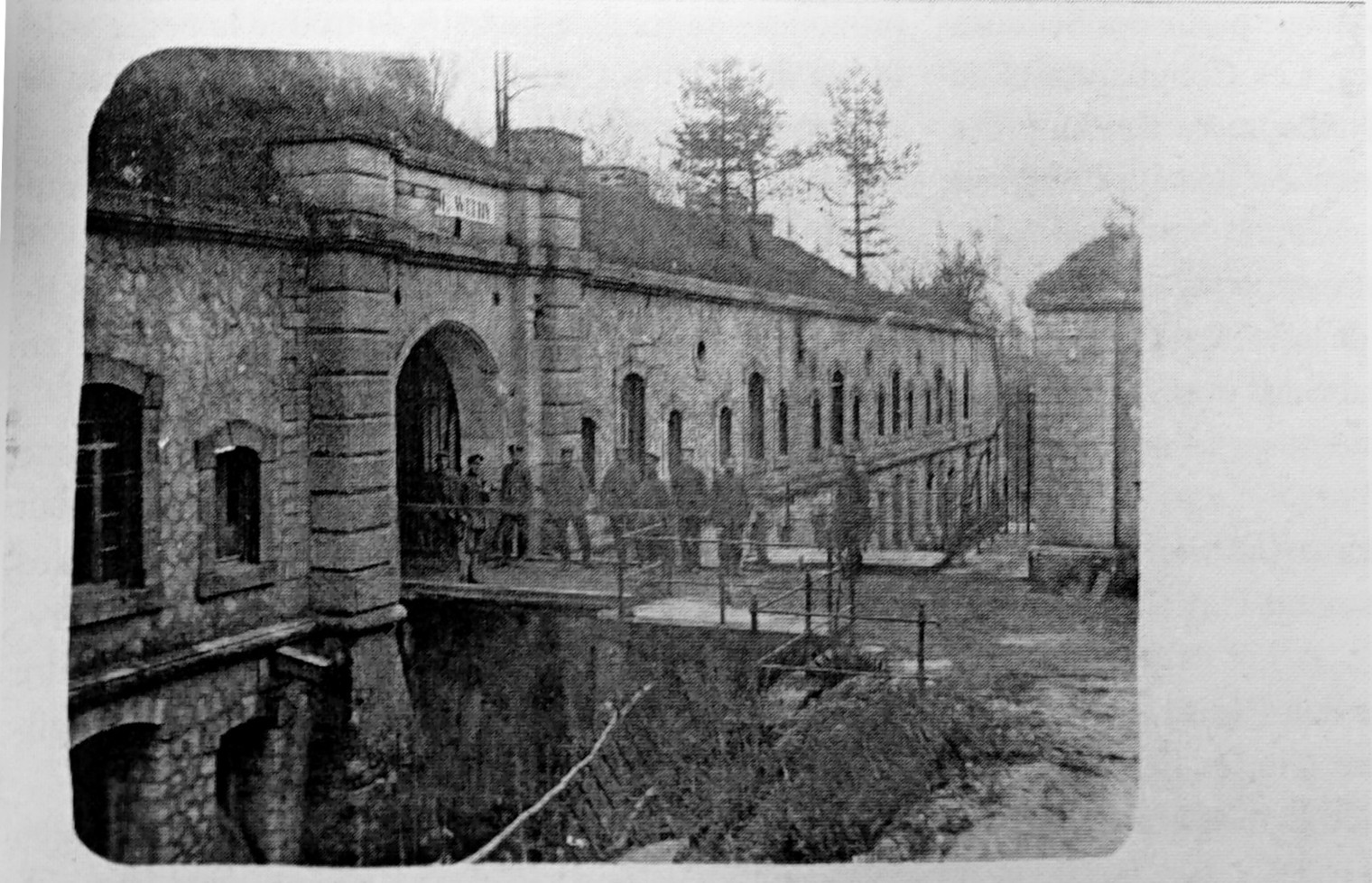
Entrée du fort de Witry.

- Fort de Saint-Thierry ou de Pouillon.
- Fort de Brimont (Brimont).

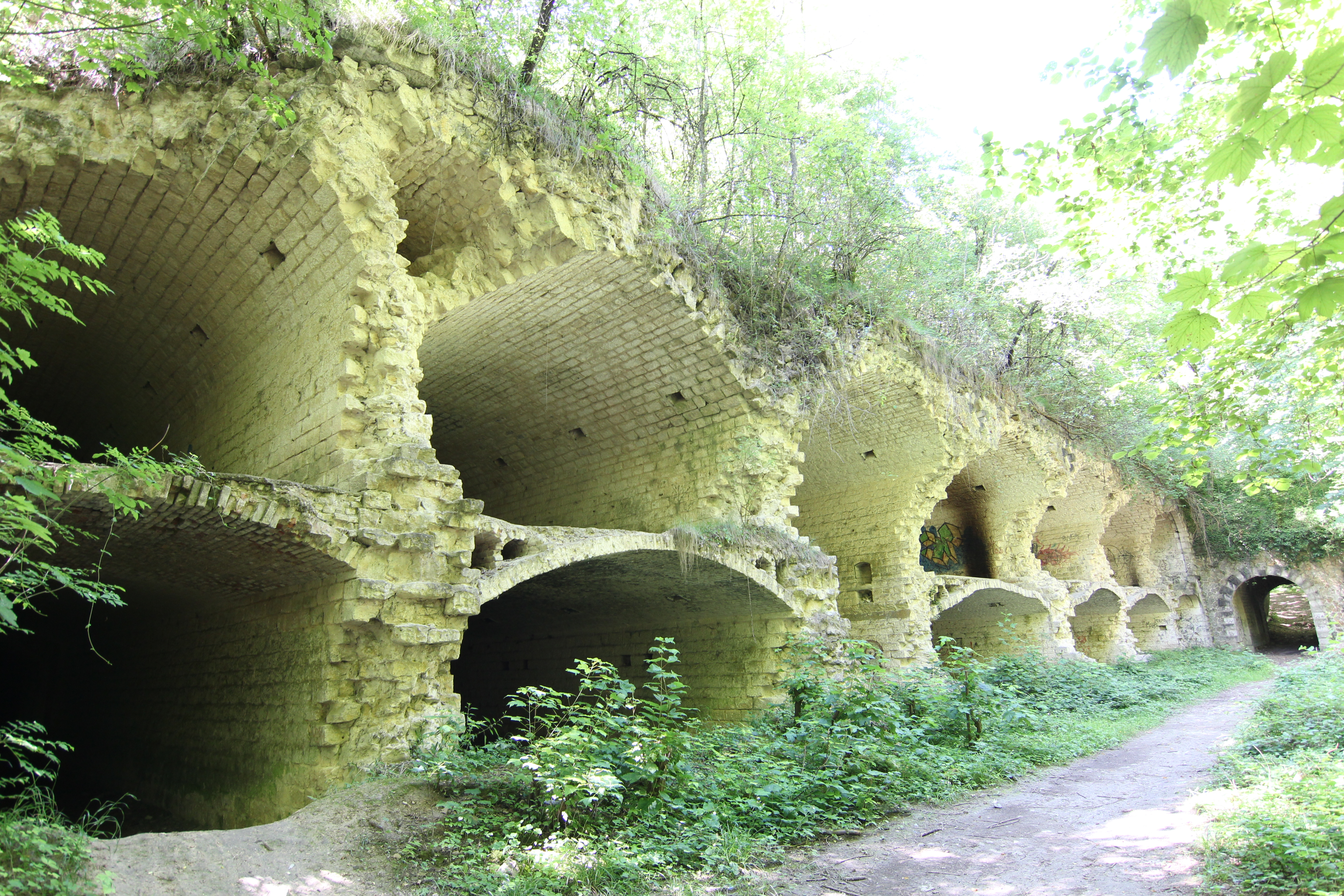
Fort de st-Thierry.

- Fort de Fresne (Fresne-lès-Reims).
- Fort de Witry (Witry-lès-Reims).
- Fort de Nogent l'Abbesse (Nogent-l'Abbesse).
- Fort de la Pompelle (Puisieulx) : L'un des forts les plus connus, il fut construit entre 1880 et 1883. Ce fort joua un rôle crucial pendant la Première Guerre mondiale, particulièrement lors de la défense de Reims contre les offensives allemandes.
- Fort de Montbré (Taissy) : Situé au sud de Reims, il assurait la défense du secteur sud et complétait la ligne de forts entourant la ville.

## Ouvrages complémentaires
D'autres ouvrages de moindre importance complètent le dispositif autour de Reims :

### Réduit de Chenay

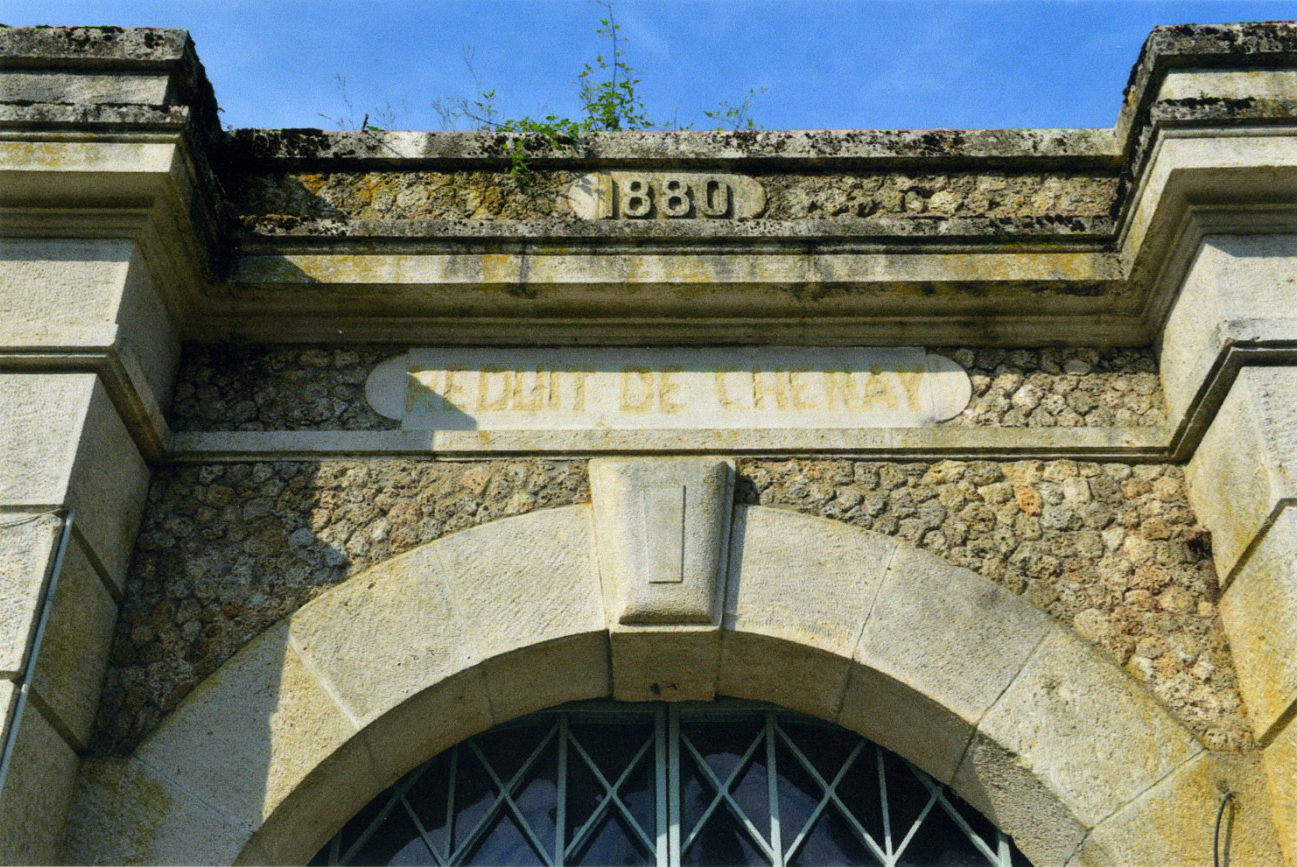
Entrée du réduit de Chenay.

Le réduit de Chenay est daté de 1880. 
Il servait à couvrir le flanc sud du fort de Saint-Thierry (ou de Pouillon) situé 1 500 m plus au nord sur le même massif.
Il pouvait accueillir 130 hommes et possédait 8 canons.

### Batterie de Loivre
Elle a été construite entre 1875 et 1877. Elle constituait une annexe du fort de Brimont tout comme la batterie du cran.
Située à proximité des cavaliers de Courcy, c'est également une position très stratégique pour contrôler le secteur.
Située à l'Ouest du fort de Brimont et étant en première ligne durant quasiment toute la guerre, la batterie de Loivre fut très endommagée par de nombreux bombardements mais resta tout de même aux mains des Allemands jusqu'en 1918.

### Batterie du Cran de Brimont
La batterie du Cran de Brimont a été construite entre 1875 et 1877. Elle constituait une fortification annexe du fort de Brimont destinée à le compléter.
Cette batterie pouvait accueillir environ 100 hommes et 5 pièces d'artillerie.
Comme les autres ouvrages de la ceinture fortifiée de Reims, elle a été occupée par les allemands au tout début de la guerre et ils s'y maintiendront jusqu'à la fin du conflit.
Aujourd’hui elle relève d'un terrain privé et les derniers vestiges, encore visibles ne sont pas visitables.

### Ouvrage de vigie de la vigne de Berru
La vigie de Berru, au sommet du mont de Berru, a été construite en deux temps. 
La batterie fut édifiée entre 1876 et 1879, et la vigie entre 1880 et 1881. La batterie pouvait accueillir trois cents hommes, et la vigie une centaine. L'ensemble est encore propriété de l'Armée qui y a installé un centre de transmission dont les imposantes antennes dominent tout le massif.

### Le magasin sous roc du mont de Berru
Le magasin sous roc ou Magasin-caverne du mont de Berru a été construit vers 1892.
Il était destiné à stocker la poudre noire qui n'était plus en sécurité dans les magasins à poudre situés dans les forts.

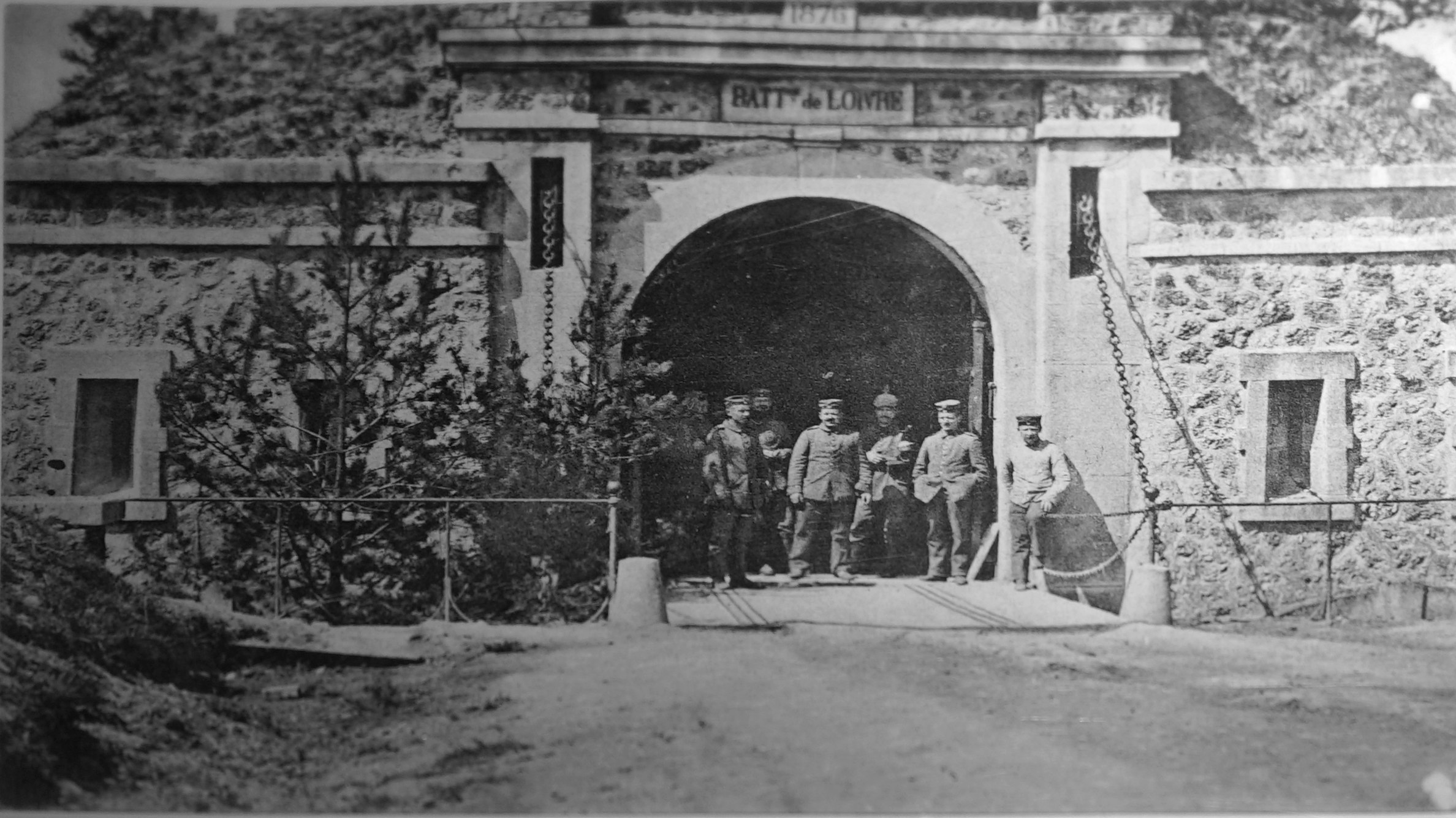
Batterie de Loivre,
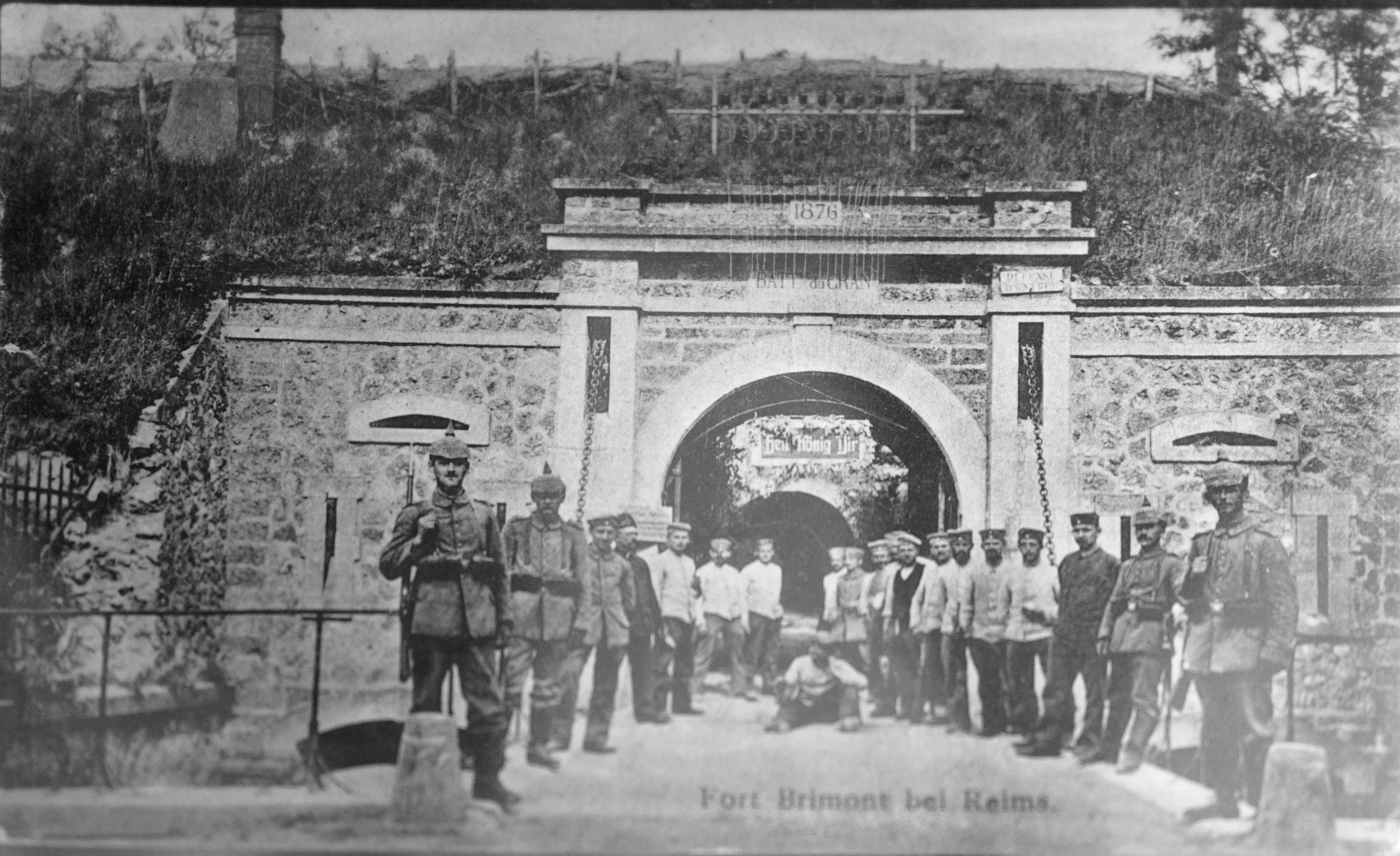
Batterie du cran.

## Évolution et déclin
L'ensemble de cette ceinture de fortification fut désarmé avant la Grande Guerre.
Les forts de la ceinture de Reims, comme la plupart des fortifications du Système Séré de Rivières, étaient largement obsolètes. L'évolution rapide des munitions d'artillerie, avec l'introduction des obus explosifs capables de percer des ouvrages fortifiés, avait diminué l'efficacité des forts construits à la fin du XIXe siècle.
Plutôt que de servir de points de résistance primaires, les forts de Reims furent souvent utilisés comme dépôts de munitions, postes d'observation ou points de soutien pour l'infanterie.
Ils furent presque tous occupés par les troupes allemandes pendant la quasi-totalité de la guerre. Seul le fort de la Pompelle fut repris et tenus par les troupes françaises et un détachement russe. Tous conservent encore aujourd'hui des vestiges en plus ou moins bon état, certains comme les forts de la Pompelle, de Saint-Thierry ou de Nogent l'Abbesse se visitent. D'autres comme ceux de Witry ou de Fresne ont été vendus après la guerre et largement démantelés pour vendre les pierres.

## Patrimoine et mémoire
Aujourd'hui, plusieurs forts de la ceinture de Reims subsistent, certains ayant été restaurés et ouverts au public.
Le fort de la Pompelle, abrite un musée dédié à la Première Guerre mondiale, rappelant le rôle essentiel de ces fortifications dans l'histoire militaire de la région.

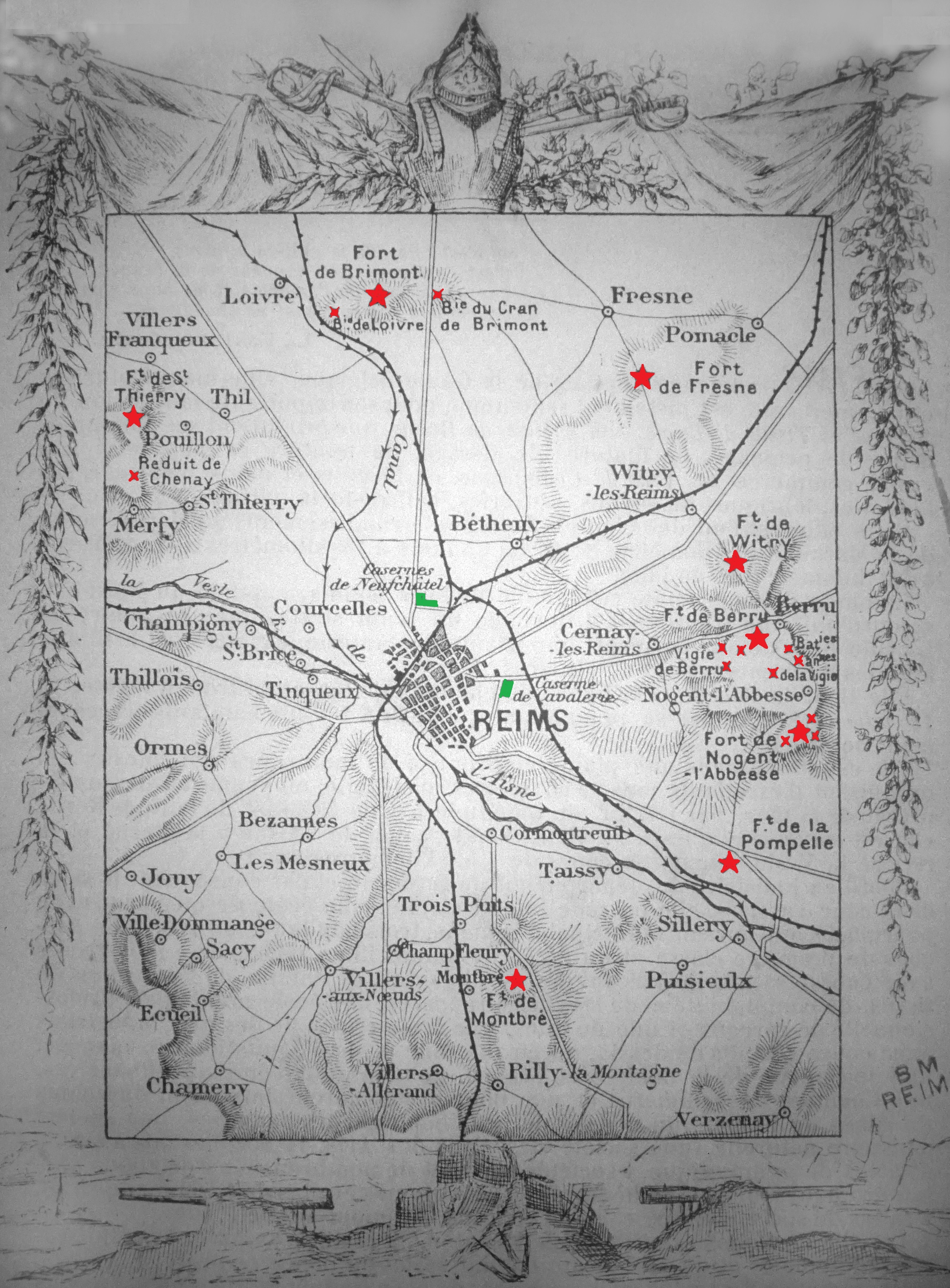
Plan de Reims Serré de Rivieres.